# Fremdfinanzierte Übernahme
Die fremd(kapital)finanzierte Übernahme (englisch leveraged buyout, kurz LBO) ist eine mit hohem Fremdkapitalanteil finanzierte Unternehmensübernahme im Rahmen einer strukturierten Finanzierung. Derartige fremdfinanzierte Übernahmen sind typisch für Private-Equity-Investoren.

## Allgemeines
Der Kaufpreis für die Akquisition eines Unternehmens („Target“ oder „Zielunternehmen“ genannt) muss vom Erwerber (Investor) finanziert werden. Dafür steht ihm Eigenkapital, Fremdkapital oder eine Mischung hiervon zur Verfügung. Das Fremdkapital kann aus Bankkrediten, eigens hierfür emittierten Anleihen oder sonstigen Quellen stammen.
Der Begriff leveraged finance weist auf einen hohen Fremdfinanzierungsanteil hin, der einen Hebeleffekt (leverage) zur Folge hat. Durch den geringen Einsatz von Eigenmitteln lässt sich eine hohe – für den Investor attraktive – Eigenkapitalrentabilität erzielen, solange die Gesamtkapitalrentabilität höher ist als die Fremdkapitalzinsen. Voraussetzung ist, dass das Zielunternehmen einen ausreichend hohen freien Cashflow erwirtschaftet, mit dem die Verbindlichkeiten getilgt werden.
Ein Unternehmenserwerb, der überwiegend durch Fremdkapital erfolgt, wird als „Leveraged Buyout“ bezeichnet, wenn die Fremdkapitalgewährung durch finanzierende Banken allein auf der erwarteten Tragfähigkeit des Zielunternehmens (ohne weiteres Obligo des Käufers) erfolgt. Da banktechnisch der Unternehmenskauf dann wie eine Projektfinanzierung zu klassifizieren ist, erwartet die Bank, dass der Cashflow des Targets eine dauerhafte Kapitaldienstfähigkeit ermöglicht. Die aus der Kreditfinanzierung resultierenden Zinsen und Tilgungen (also der Kapitaldienst) müssen im Regelfall aus dem Cashflow des Targets bestritten werden.  Fremdkapitalgeber verlangen dennoch in der Regel einen Eigenkapitalanteil, um ihr Kreditrisiko zu verringern. Finanzierungswillige Banken gehen bei hohem Fremdfinanzierungsanteil ein deutlich höheres Kreditrisiko als bei klassischen Kreditfinanzierungen ein, das sie durch Kreditsicherheiten an Vermögensgegenständen (Verpfändung des Aktienpaketes) zu vermindern versuchen.

## Geschichte
Der Begriff LBO wird weder in der Fachliteratur noch in der Praxis einheitlich gebraucht. Das LBO ist in den USA aus den bootstrap financings der 1930er Jahre hervorgegangen, bei denen ein Unternehmer altersbedingt sein Unternehmen an Investoren veräußerte, die den Kaufpreis durch einen hohen Anteil von Krediten finanzierten.
Spektakuläre Einzeltransaktionen mit hohem Fremdkapitalanteil hatten in den 1980er Jahren für die Begriffsbildung des „Leveraged Buyout“ gesorgt. Es handelte sich immer noch um bootstrap financings, da der Cashflow des Zielunternehmens für die Schuldentilgung des LBO eingesetzt wird und das LBO aus eigenem Vermögen des Zielunternehmens bei Banken abgesichert werden muss. Die im November 1988 durch den Finanzinvestor KKR erfolgte Übernahme des Mischkonzerns RJR Nabisco war mit 31,4 Mrd. USD bis 2006 der größte LBO der Geschichte.
Größtes „Mega“-Buyout aller Zeiten war im November 2006 die Übernahme der Hospital Corporation of America (HCA) durch das Konsortium Bain Capital/KKR/MLGPE für 33 Mrd. USD. Als die Großbank Citigroup im September 2007 die Unternehmensübernahme der EMI Group durch Terra Firma Capital Partners finanzierte, begann eine der größten Fehlinvestitionen im Rahmen der Geschichte der „Leveraged Buyouts“. Denn die Musikindustrie begann sich just zu jener Zeit unter anderem mit der Erfindung von Smartphones dramatisch zu wandeln. Die Übernahme durch Terra Firma im September 2007 erfolgte zu einem Kaufpreis von 4,2 Mrd. GBP. Die Citigroup hatte davon 3,7 Mrd. GBP (88 %) finanziert. Nachdem Terra Firma die Kreditzinsen für die Kaufpreisfinanzierung nicht mehr aufbringen konnte (damit war Kapitaldienstfähigkeit nicht mehr vorhanden), hatte die Citigroup von Terra Firma die EMI-Aktien im Februar 2011 übernommen. Durch Kreditabschreibungen verlor die Citigroup 2,2 Milliarden GBP (ursprünglich 3,4 Mrd. GBP Kredite), Terra Firma seinen Eigenkapitalanteil von 1,7 Mrd. GBP. Der Eigenkapitalanteil dieser Transaktion von lediglich 12 % des Kaufpreises erhöhte deutlich die Risiken für Bank und Terra Firma. 

## Beispiele (Deutschland)
- 1991: Übernahme der Dortmunder Hoesch AG durch die Essener Fried. Krupp GmbH[9]
- 1997: Übernahme der Mülheimer Thyssen AG durch die Essener Fried. Krupp AG Hoesch-Krupp